# Hockey Club Pustertal-Val Pusteria 2013-2014
Questa pagina contiene i dati relativi alla stagione hockeystica 2013-2014 della società di hockey su ghiaccio HC Val Pusteria.

## Roster

### Portieri
| Numero |                   | Giocatore               |
| ------ | ----------------- | ----------------------- |
| 1      | Canada (bandiera) | Jean-Sébastien Aubin    |
| 30     | Italia (bandiera) | Philipp Kosta           |
| 31     | Italia (bandiera) | Martin Ausserhofer      |
| 31     | Italia (bandiera) | Alexander Niederbrunner |
| 31     | Italia (bandiera) | Kilian Seidl            |

### Difensori
| Numero |                   | Giocatore            |
| ------ | ----------------- | -------------------- |
| 2      | Italia (bandiera) | Ivan Althuber        |
| 3      | Italia (bandiera) | Danny Elliscasis     |
| 5      | Italia (bandiera) | Philipp Bachlechner  |
| 9      | Italia (bandiera) | Armin Hofer          |
| 21     | Italia (bandiera) | Daniel Glira         |
| 21     | Italia (bandiera) | Stefan Wagger        |
| 27     | Canada (bandiera) | Darcy Campbell       |
| 50     | Italia (bandiera) | Christian Borgatello |
| 62     | Italia (bandiera) | Armin Helfer         |
| 81     | Italia (bandiera) | Christian Mair       |

### Attaccanti
| Numero |                   | Giocatore            |
| ------ | ----------------- | -------------------- |
| 6      | Italia (bandiera) | Max Oberrauch        |
| 7      | Italia (bandiera) | Lukas Crepaz         |
| 8      | Italia (bandiera) | Alex De Lorenzo Meo  |
| 8      | Italia (bandiera) | Lukas Tauber         |
| 8      | Italia (bandiera) | Aaron Tomasini       |
| 10     | Canada-Italia     | Giulio Scandella     |
| 12     | Italia (bandiera) | Michael Purdeller    |
| 12     | Italia (bandiera) | Jonas Tomasini       |
| 13     | Italia (bandiera) | Patrick Bona         |
| 15     | Italia (bandiera) | Viktor Schweitzer    |
| 17     | Italia (bandiera) | Benno Obermair       |
| 18     | Italia (bandiera) | Thomas Erlacher      |
| 19     | Italia (bandiera) | Alex Obermair        |
| 23     | Canada (bandiera) | Ryan O'Marra         |
| 33     | Canada (bandiera) | David Ling           |
| 71     | Canada (bandiera) | Kiel McLeod          |
| 73     | Canada-Italia     | Robert Sirianni      |
| 82     | Svezia (bandiera) | Christian Söderström |
| 91     |                   | Dennis McCauley      |

| Stranieri | Italiani |

#### Allenatore
- Mike Busniuk
- Mario Richer